# Joinvilleaceae
Joinvilleaceae Toml. & A.C.Sm. é uma família de plantas floríferas pertencente à ordem Poales.
São plantas herbáceas rizomatosas de grande porte existentes nas zonas tropicais da Península da Malásia, área do Oceano Pacífico.
Na classificação clássica (1981)  a  família  pertence à ordem   Restionales.
O sistema de classificação APG, de 2003, reconhece esta família, incluindo-a na ordem Poales. A família é  constituida por um único gênero,  composto por 2 espécies.

## Gênero
- Joinvillea Gaudich. ex Brongn. & Gris .

## Espécies
- Joinvillea ascendens
- Joinvillea elegans